# Římskokatolická farnost Člunek
Římskokatolická farnost Člunek je zaniklým územním společenstvím římských katolíků v rámci jindřichohradeckého vikariátu českobudějovické diecéze. Farnost zanikla 31. prosince 2019, jejím právním nástupcem je od ledna 2020 farnost Kunžak.

## O farnosti

### Historie
Do roku 1786, kdy byla v Člunku zřízena lokálie, náleželo území jako filiálka k farnosti Blažejov. O rok později byl postaven pozdně barokní kostel zasvěcený svatému Janu Nepomuckému. V roce 1856 byla lokálie povýšena na samostatnou farnost.

### Současnost
Nástupnická farnost Kunžak je součástí většího farního obvodu administrovaného z Jindřichova Hradce. V bývalém farním kostele svatého Jana Nepomuckého se nekonají pravidelné bohoslužby.

## Galerie

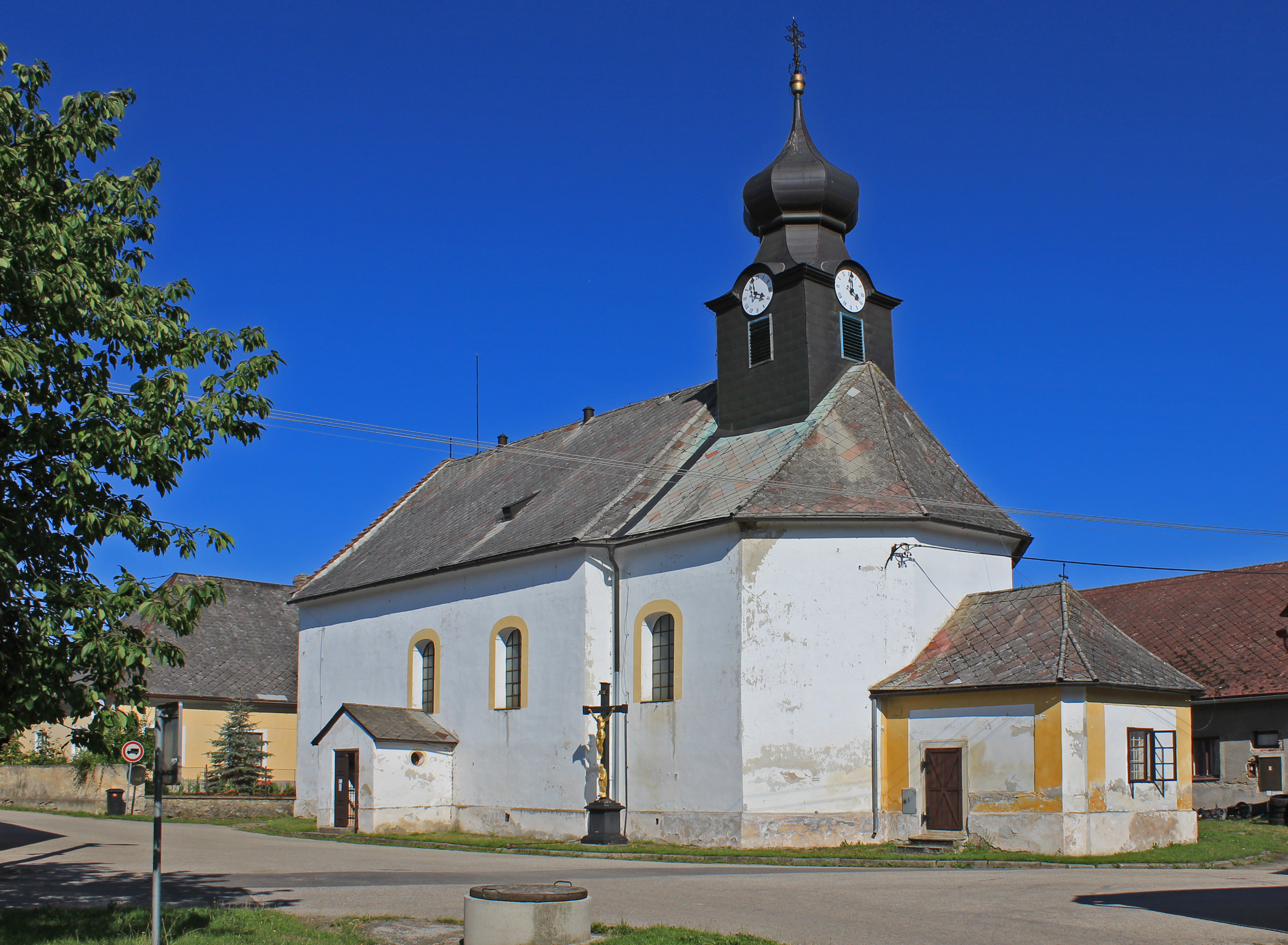
Kostel svatého Jana Nepomuckého v Člunku
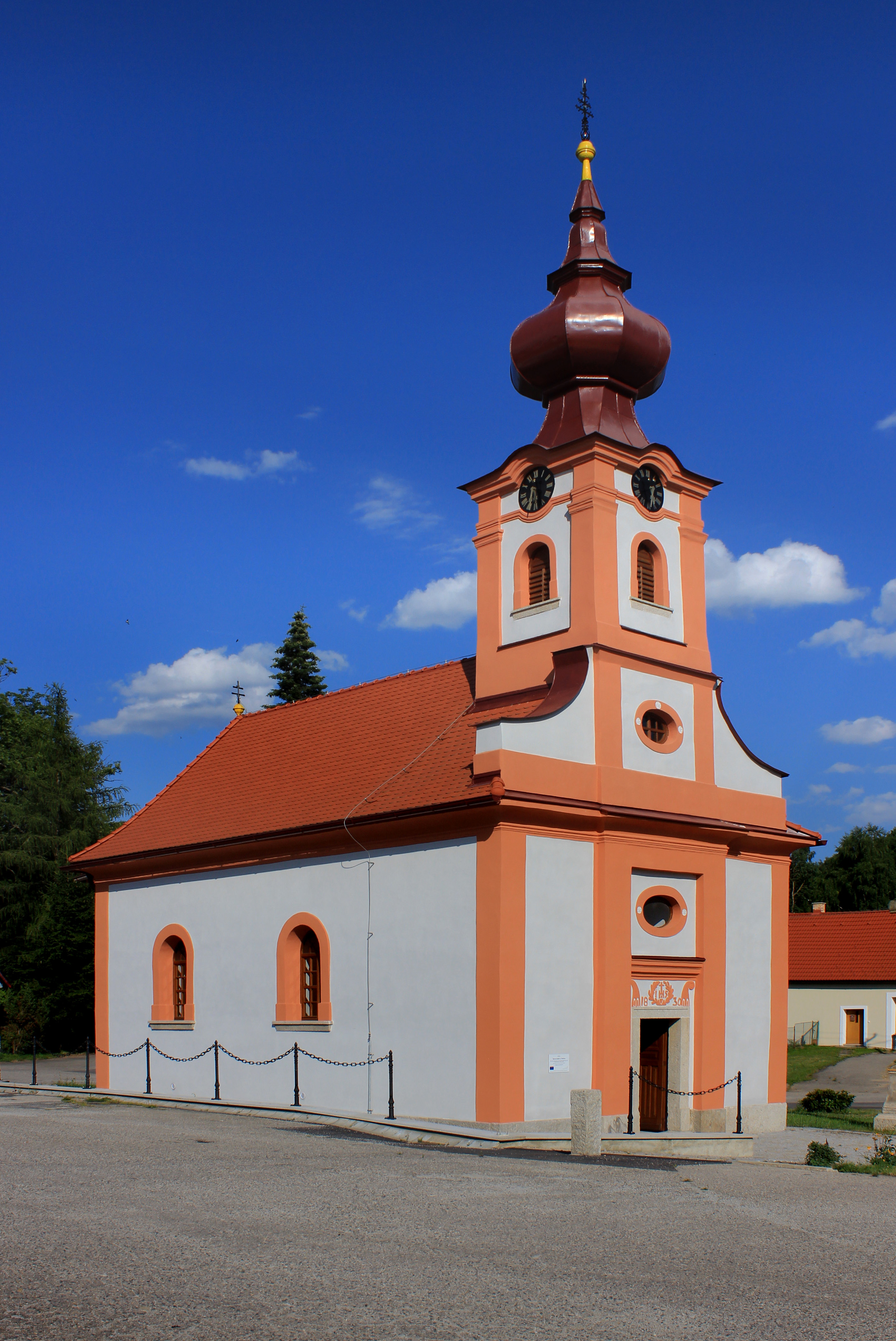
Kaple svatého Floriána v Lomech
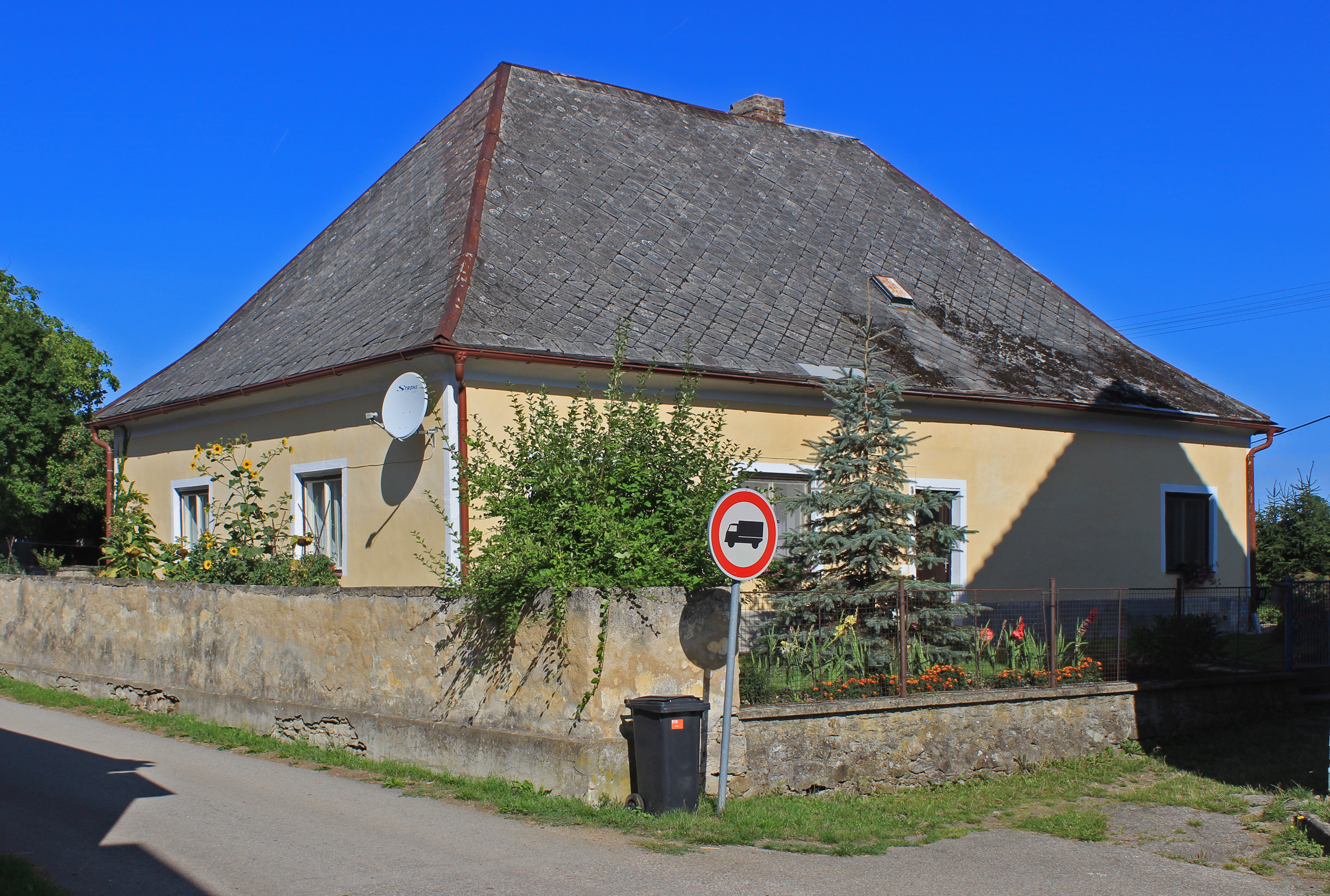
Budova bývalé fary v Člunku